# Улица Яана Тыниссона
Улица Яана Тыниссона (эст. Jaan Tõnissoni tänav) — улица Тарту. Начинается от пересечении улиц Кастани и Юлиуса Куперьянова, проходит на юго-запад и заканчивается на улице Ваксали. Слева к улице примыкает Ваксальский парк.

## История
Названа в честь эстонского государственного деятеля Яана Тыниссона (1868—1941?). В советские времена носила имя Юрия Гагарина. Раннее название — улица Вильянди (как часть шоссе Вильянди).

## Достопримечательности
д. 1 — Здание бывшего эстонского студенческого общества (1902, архитектор Г. Хеллат)
д. 3 — Гимназия имени Мийны Хярма